# Pico Pobeda (Sajá)
El pico Pobeda (en ruso: Победа, lit. 'Victoria'; en yakuto: Победа Xайа, romanizado: Pobeda Qaỹa) es una destacada montaña de la Rusia asiática, con 3003 m, el pico más alto de la montes Cherski Administrativamente, pertenece a la República de Sajá, siendo también su punto culminante. Tiene una prominencia de 2443 m, siendo uno de los picos ultraprominentes de Rusia
Esta montaña es uno de los principales accidentes geográficos del parque natural del Moma.

## Geografía
Con 3003 m, es el pico más alto de la montes Cherski y del sistema montañoso de Siberia Oriental, así como el punto culminante de Yakutia.
La montaña está situada en el macizo de Buordakh, parte de la cordillera Ulakhan-Chistay, una subcordillera del sistema montañoso Chersky.

## Historia de la escalada
Los escaladores italianos Simone Moro y Tamara Lunger lograron su primera ascensión invernal al pico Pobeda el 12 de febrero de 2018. Informaron que la temperatura era de unos -40 °C  en el campamento base cuando hicieron su ascenso.